# エドウィン・ムーン

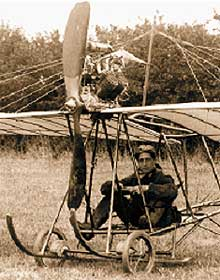
エドウィン・ムーンとムーンビームII

エドウィン・ムーン（Edwin Rowland Moon 、1886年6月8日 - 1920年4月29日）は、イギリスの航空のパイオニアでイギリス海軍航空隊、イギリス空軍のパイロットである。
サウサンプトンにボート製造業の家に生まれた。ムーンビーム・エンジニアリングはエンジン付きのはしけを製造し、後に鋳鉄製のスクリューや船舶エンジンを製造し輸出した。ムーンは1903年のライト兄弟の飛行のニュースを聞いて、工場の片隅で自らの設計の航空機を組み立てた。最初の機体、ムーンビームIで農場で何度かジャンプするだけの結果を得た後、ムーンビームIIを組み立てた。

ムーンビームIIはV型4気筒20馬力のエンジンを積んだ単葉機で、重量は260ポンドであった。1910年に馬車でノースストーンハム（North Stoneham ）農場に運び、初めて飛行に成功した。正確な日付は不明であるが4月12日から6月11日の間であったとされる。
1911年4月2日にフランス人のパイロット、モーリス・テタール（Maurice Tetard ）がブルックランズからラークヒル（Larkhill ）へ飛行してノースストーンハムを訪れ、30分ほどであったがノースストーンハムで飛行し、多くの観客を集めた。ノースストーンハムは後にサウサンプトン国際空港となる。ムーンはその後も飛行を続け1914年にパイロットのライセンスを取得した。
第一次世界大戦が始まるとパイロットとして海軍に召集され、東アフリカでHMSヒヤシンス（Hyacinth ）に配属された。1917年1月6日観測士のリチャード・ブリッジマンと偵察を行い、エンジントラブルのため河口に不時着した。水上機は壊れ、捕虜となるのを避けるために1月7日いかだを作り、3日間彷徨った後、海に出たが9日の朝、ブリッジマンは海に流された。いかだは海流に押し戻され岸に打ち上げられた。現地人に救出されたがドイツ軍に引き渡され捕虜となり、釈放されたのは1917年11月21日であった。捕虜となっている間に特別功労章を受勲した。釈放後、王立人道協会からブリッジマンの救出の行動に対してシルバー・メダルを受賞し、レジオンドヌールを受勲した。
第一次世界大戦後は新設されたイギリス空軍のフェリクスストーの飛行艇基地の指揮官に任じられた。1919年8月11日、1名の乗員が死亡したフェリックストウ フューリー飛行艇の試験飛行での墜落に遭遇したがムーンは生き残った。1919年12月、事故死した大西洋横断のパイオニア、ジョン・オールコックの葬儀では陸軍大臣の代理を務めた。
1920年4月29日6人が搭乗した水上機の訓練飛行で、海上に墜落しムーンを含む4人が死亡した。